# Hilldale
Hilldale es un lugar designado por el censo ubicado en el condado de Luzerne en el estado estadounidense de Pensilvania. En el año 2010 tenía una población de 1.246 habitantes.

## Geografía
Hilldale se encuentra ubicado en las coordenadas 41°17′12″N 75°50′8″O / 41.28667, -75.83556.. Según la Oficina del Censo de los Estados Unidos, Hilldale tiene una superficie total de 0,85 mi² (2,2 km²), de la cual 0,85 mi² (2,2 km²) corresponden a tierra firme y 0 mi² (0 km²) es agua.